# Minaret al-Asbát

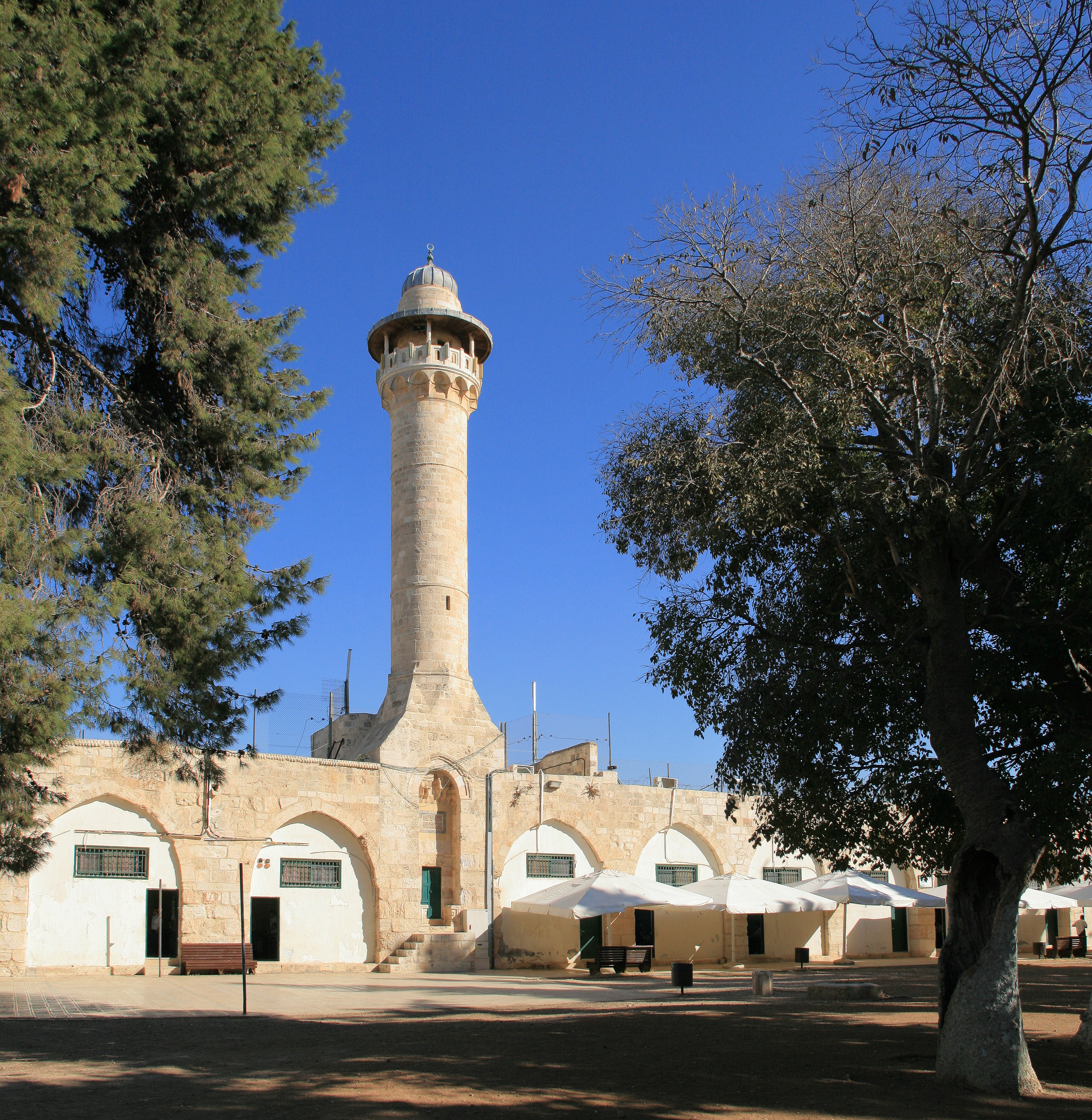
Minaret al-Asbát

Minaret al-Asbát (minaret Kmenů, ve smyslu izraelských kmenů; arabsky مئذنة باب الأسباط‎), nazývaný také minaret Izraele, je jeden ze čtyř minaretů na Chrámové hoře ve Starém Městě v Jeruzalémě; všechny patří k mešitě al-Aksá.

## Minaret
Minaret al-Asbát se nachází na severovýchodní straně areálu Chrámové hory. Minaret byl postaven v roce 1367. Po zemětřesení v Jerichu utrpěl škody a byl v roce 1927 rekonstruován.
Minaret se nachází na portiku východní části severní stěny Chrámové hory, poblíž brány al-Asbát (brána Kmenů). Čtvercový půdorys přechází do úzké kruhové věže; plošina pro muezzina má kruhovou kopuli, která pochází jako celá horní část z rekonstrukce roku 1927. Muezzinova plošina je přístupná přes točité schodiště uvnitř šachty.